# Wijken en buurten in Huizen
De Nederlandse gemeente Huizen is voor statistische doeleinden onderverdeeld in wijken en buurten. De gemeente is verdeeld in de volgende statistische wijken:
- Wijk 00 Oude Dorp (CBS-wijkcode:040600)
- Wijk 01 Westereng (CBS-wijkcode:040601)
- Wijk 02 Buitenwijken (CBS-wijkcode:040602)
- Wijk 03 Erica en Tafelberg (CBS-wijkcode:040603)
- Wijk 04 Staatslieden en Componistenbuurt (CBS-wijkcode:040604)
- Wijk 05 Havengebied (CBS-wijkcode:040605)
- Wijk 06 Zenderwijk en Bovenweg (CBS-wijkcode:040606)
- Wijk 07 Stad en Lande (CBS-wijkcode:040607)
- Wijk 08 Huizermaat West en Zuid (CBS-wijkcode:040608)
- Wijk 09 Huizermaat Noord (CBS-wijkcode:040609)
- Wijk 10 Bijvanck (CBS-wijkcode:040610)
- Wijk 11 Bovenmaten (CBS-wijkcode:040611)
- Wijk 12 Hogemaat (CBS-wijkcode:040612)

Een statistische wijk kan bestaan uit meerdere buurten. Onderstaande tabel geeft de buurtindeling met kentallen volgens het Centraal Bureau voor de Statistiek (2008):
| CBS-buurtcode | Buurtnaam                | Inwonertal | Opp. totaal (ha) | Opp. land (ha) | Ligging                |
| ------------- | ------------------------ | ---------- | ---------------- | -------------- | ---------------------- |
| BU04060001    | De Noord                 | 3430       | 59               | 59             | Locatie in de gemeente |
| BU04060002    | De Zuid                  | 2810       | 47               | 47             | Locatie in de gemeente |
| BU04060103    | Westereng                | 2490       | 66               | 66             | Locatie in de gemeente |
| BU04060204    | Flevo                    | 240        | 87               | 86             | Locatie in de gemeente |
| BU04060205    | Bikbergen                | 250        | 114              | 114            | Locatie in de gemeente |
| BU04060206    | Crailo                   | 400        | 148              | 148            | Locatie in de gemeente |
| BU04060307    | Thames                   | 90         | 67               | 67             | Locatie in de gemeente |
| BU04060308    | IJzeren veld             | 140        | 72               | 72             | Locatie in de gemeente |
| BU04060327    | Parrewijn                | 20         | 86               | 86             | Locatie in de gemeente |
| BU04060328    | Tafelberger Heide        | 0          | 73               | 73             | Locatie in de gemeente |
| BU04060329    | Rijsbergen               | 10         | 34               | 34             | Locatie in de gemeente |
| BU04060330    | Huizerhoogt              | 120        | 8                | 8              | Locatie in de gemeente |
| BU04060409    | Sijsjesberg              | 600        | 19               | 19             | Locatie in de gemeente |
| BU04060410    | Zuidereng                | 2170       | 86               | 86             | Locatie in de gemeente |
| BU04060511    | Gooierhoofd              | 730        | 34               | 28             | Locatie in de gemeente |
| BU04060512    | Wolfskamer               | 0          | 58               | 58             | Locatie in de gemeente |
| BU04060513    | Industriewijk 't Plaveen | 420        | 65               | 63             | Locatie in de gemeente |
| BU04060614    | Bovenweg                 | 2370       | 41               | 41             | Locatie in de gemeente |
| BU04060615    | Zenderwijk               | 1280       | 20               | 20             | Locatie in de gemeente |
| BU04060716    | Stad en Lande            | 3550       | 80               | 79             | Locatie in de gemeente |
| BU04060817    | Huizermaat West          | 3420       | 65               | 64             | Locatie in de gemeente |
| BU04060818    | Huizermaat Zuid          | 2650       | 42               | 41             | Locatie in de gemeente |
| BU04060919    | Huizermaat Noord         | 3120       | 44               | 42             | Locatie in de gemeente |
| BU04061020    | Bijvanck Noord           | 1670       | 27               | 27             | Locatie in de gemeente |
| BU04061021    | Bijvanck West            | 580        | 10               | 10             | Locatie in de gemeente |
| BU04061123    | Bovenmaat Noord          | 3970       | 54               | 52             | Locatie in de gemeente |
| BU04061124    | Bovenmaat West           | 1470       | 16               | 15             | Locatie in de gemeente |
| BU04061125    | Bovenmaat-Oost           | 1260       | 29               | 29             | Locatie in de gemeente |
| BU04061226    | Filosofenbuurt           | 2250       | 38               | 38             | Locatie in de gemeente |
| BU04061231    | De Tuit                  | 360        | 7                | 6              | Locatie in de gemeente |